# Прва лига Југославије у кошарци 1953.
Прва лига Југославије у кошарци 1953. је било 9. првенство СФРЈ у кошарци. Титулу је освојила Црвена звезда. У овој сезони уведени су нерешени резултати.

### Табела
|    | Тим               | Игр. | Поб. | Нер. | Пор. | П+  | П-  | Бод |
| -- | ----------------- | ---- | ---- | ---- | ---- | --- | --- | --- |
| 1. | Црвена звезда     | 6    | 5    | 1    | 0    | 380 | 305 | 11  |
| 2. | АШК Љубљана       | 6    | 3    | 1    | 2    | 331 | 347 | 7   |
| 3. | Локомотива Загреб | 6    | 1    | 2    | 3    | 293 | 322 | 4   |
| 4. | Партизан          | 6    | 1    | 0    | 5    | 329 | 539 | 2   |

| Првак Прве лиге Југославије 1953. |
| --------------------------------- |
| КК Црвена звезда 8. титула        |